# چکاوک دم‌سفید
چکاوک دم‌سفید (نام علمی: Mirafra albicauda) نام یک گونه از سرده جل‌ها است.